# Anaphes lucidus
Anaphes lucidus är en stekelart som först beskrevs av Soyka 1949.  Anaphes lucidus ingår i släktet Anaphes och familjen dvärgsteklar. Inga underarter finns listade i Catalogue of Life.